# Lac Boiling Springs
Pour les articles homonymes, voir Boiling Springs (homonymie).
Le lac Boiling Springs (en anglais : Boiling Springs Lake) est un lac thermal américain dans le comté de Plumas, en Californie. Il est situé à 1 801 mètres d'altitude au sein de la Lassen Volcanic Wilderness, dans le parc national volcanique de Lassen.